# Ufer (Overath)
Ufer ist ein Ortsteil von Immekeppel in der Stadt Overath im Rheinisch-Bergischen Kreis in Nordrhein-Westfalen, Deutschland.

## Lage und Beschreibung
Der Ortsteil Ufer befindet sich im Sülztal an der Landesstraße 284. Der Straßenname Ufermühle weist auf eine ehemalige Getreidemühle hin. Orte in der Nähe sind Melessen, Obersteeg, Brombacherberg, Halfenslennefe und Hasenbüchel.

## Geschichte
1660 wird ein Adam zum Over und seine Frau Trein (= Katharina) genannt und somit der Ort urkundlich erwähnt. 1770 erwarb ein Christian Kippels, zuvor Müller in Georgshausen, zusammen mit seiner Frau den Besitz und errichtete um 1780 im Ort an dem Bach Lennefe die Ufermühle, eine Getreidemühle mit mehreren Mahlgängen.
Die Topographia Ducatus Montani des Erich Philipp Ploennies, Blatt Amt Steinbach, belegt, dass der Wohnplatz 1715 eine Hofstelle besaß, die als Ufer beschriftet ist. Carl Friedrich von Wiebeking benennt die Hofschaft auf seiner Charte des Herzogthums Berg 1789 als Ufer. Aus ihr geht hervor, dass der Ort zu dieser Zeit Teil des Oberkirchspiels Immekeppel (zugleich Honschaft Immekeppel) der Pfarre Gladbach im Obergericht Bensberg war.
Zu der Mühle kamen im Laufe der Zeit eine Bäckerei, eine Gastwirtschaft, ein Fuhrbetrieb und ein Kaufladen hinzu.
Der Ort ist auf der Topographischen Aufnahme der Rheinlande von 1817 als Ufer mit einem Mühlensymbol verzeichnet. Die Preußische Uraufnahme von 1845 zeigt den Wohnplatz ebenfalls unter dem Namen Ufer. Ab der Preußischen Neuaufnahme von 1892 ist der Ort auf Messtischblättern regelmäßig als Ufer verzeichnet.
1822 lebten 22 Menschen im als 2 Bauerngüter  kategorisierten Ort, der nach dem Zusammenbruch der napoleonischen Administration und deren Ablösung zur Bürgermeisterei Bensberg im Kreis Mülheim am Rhein gehörte. Für das Jahr 1830 werden für den als Ufer bezeichneten Ort 26 Einwohner angegeben. Der 1845 laut der Uebersicht des Regierungs-Bezirks Cöln als Mühle und Bauergut kategorisierte Ort besaß zu dieser Zeit zwei Wohngebäude mit 13 Einwohnern, alle katholischen Bekenntnisses. Die Gemeinde- und Gutbezirksstatistik der Rheinprovinz führt Ufer 1871 mit vier Wohnhäusern und 24 Einwohnern auf. Im Gemeindelexikon für die Provinz Rheinland von 1888 werden für Ufer zwei Wohnhäuser mit 21 Einwohnern angegeben. 1895 besitzt der Ort zwei Wohnhäuser mit 18 Einwohnern und gehörte konfessionell zum katholischen Kirchspiel Immekeppel, 1905 werden drei Wohnhäuser und 23 Einwohner angegeben.
Die Mühle wurde in den 1950er Jahren stillgelegt. Das Mühlengebäude ist aber noch vorhanden, ebenso ein noch immer wasserführender Obergraben.
Im Zuge der kommunalen Neugliederung wurde der Ort gemäß § 10 Köln-Gesetz zum 1. Januar 1975 Teil der Stadt (damals Gemeinde) Overath.